# Sinoutskerke
Sinoutskerke est un hameau dans la commune néerlandaise de Borsele, en Zélande. Le hameau est situé sur l'île de Zuid-Beveland.
Jusqu'en 1816, Sinoutskerke formait une commune avec Baarsdorp, rattachée en cette année à 's-Heer Abtskerke. En 1930, le hameau comptait 41 habitants mais possédait toujours son église. Lorsque celle-ci a brûlé, elle n'a pas été reconstruite ; aujourd'hui ne subsiste que le cimetière.

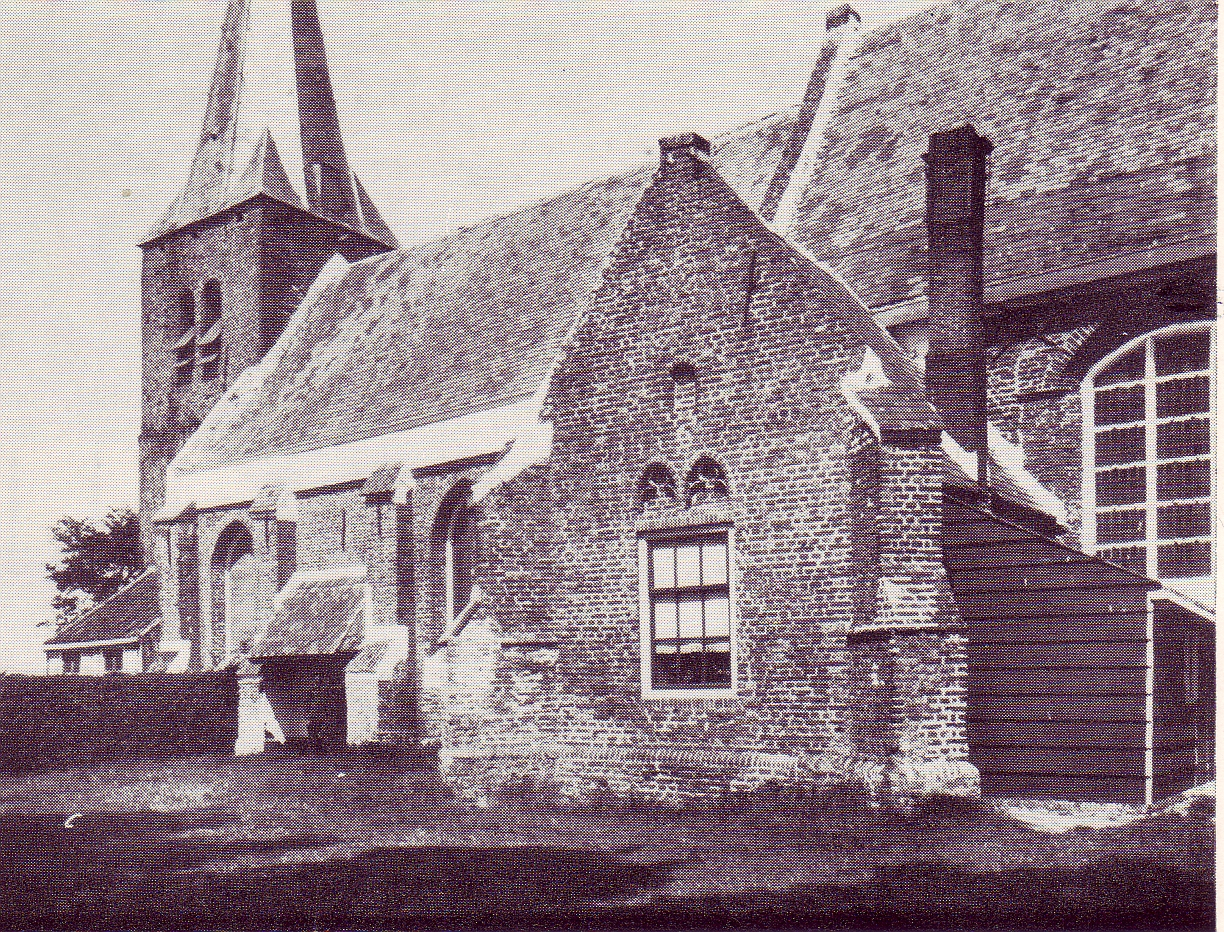
Église de Sinoutskerke en 1887